# Agabus uralensis
Agabus uralensis är en skalbaggsart som beskrevs av Nilsson och Pyotr N.Petrov 2006. Agabus uralensis ingår i släktet Agabus och familjen dykare. Inga underarter finns listade i Catalogue of Life.